# Dongo (Gobo)
 (janvier 2018).
Si vous disposez d'ouvrages ou d'articles de référence ou si vous connaissez des sites web de qualité traitant du thème abordé ici, merci de compléter l'article en donnant les références utiles à sa vérifiabilité et en les liant à la section « Notes et références ».
Pour les articles homonymes, voir Dongo.
Dongo est un village de la région de l'Extrême-Nord (Cameroun), département du Mayo-Danay et arrondissement de Gobo. Ce village est limité au nord par le village Massa Koudwed, à l’Est par Ouro Bouna, au Sud par Tikem et à L’Ouest par Bigui. Ce village fait partie du canton de Mousseye, l'un des trois cantons de l'arrondissement de Gobo.